# 博略 (科多尔省)
博略（法語：Beaulieu，法語發音：[boljø] ⓘ）是法国科多尔省的一个市镇，位于该省中北部，属于蒙巴尔区。

## 地理
博略（47°43'38"N, 4°43'40"E）面积6.6 平方千米，位于法国勃艮第-弗朗什-孔泰大區科多尔省，该省份为法国中东部省份，北起奥布省，西接涅夫勒省和约讷省，南至索恩-卢瓦尔省，东南接汝拉省，东临上索恩省，东北部与上马恩省接壤。
与博略接壤的市镇（或旧市镇、城区）包括：蒙穆瓦延、布雷翁河畔罗什福尔、埃萨鲁瓦、莫维利。

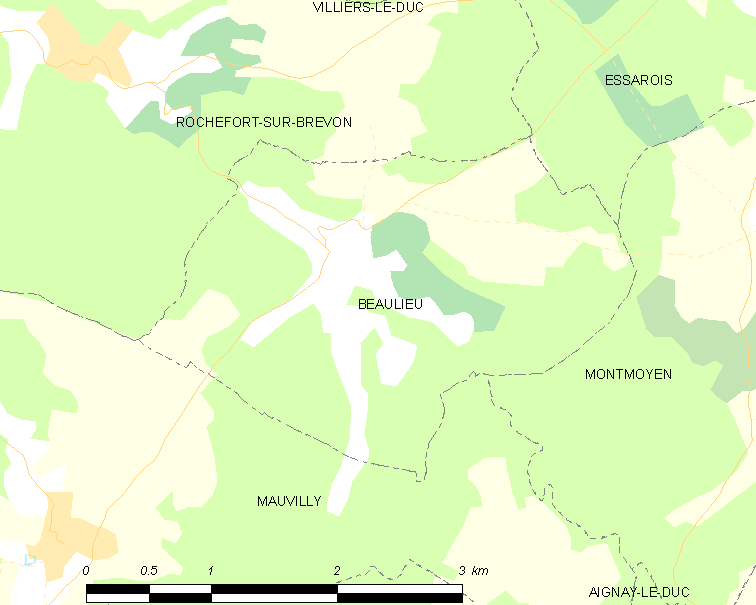
的OSM定位图

博略的时区为UTC+01:00、UTC+02:00（夏令时）。

## 行政
博略的邮政编码为21510，INSEE市镇编码为21052。

## 政治
博略所属的省级选区为塞纳河畔沙蒂永县。

## 人口

1962-2008年间人口变化图示

博略于2022年1月1日时的人口数量为27人。